# Szerelemre nincs recept
A Szerelemre nincs recept (eredeti cím: El amor no tiene receta) 2024-es mexikói teleregény, amelyet Pablo Ferrer García-Travesí és Santiago Pineda Aliseda alkotott. A főbb szerepekben Claudia Martín, Daniel Elbittar, Altaír Jarabo, Azela Robinson és Beatriz Moreno látható.
Mexikóban a Las Estrellas mutatta be 2024. február 19-e és 2024. június 28-a között, Magyarországon a TV2 tűzte műsorára 2025. április 23-án.

## Cselekmény
A telenovella Paz Roble Ruiz (Claudia Martín) történetét meséli el, egy kedves, szorgalmas és becsületes nőét, akitől férje, Fermín (Hugo Catalán) elszakítja újszülött kislányát. Fermínnek nagy adóssága van néhány hitelezővel, és hogy kifizesse azt, úgy dönt, eladja lányát Mauro Nicolitinek (Tiago Correa). Ezen tett mögött Ginebra (Altaír Jarabo), Mauro örökbefogadott nővére áll. Elsőszülött lányát szülés közben elveszítette, és mindent megtesz, hogy elhunyt lányát pótolja és férje vagyonát megőrizze.
Másrészről, Esteban Villa de Cortés (Daniel Elbittar) elveszíti feleségét, és megözvegyül három gyermekével. Elvira Moncada (Azela Robinson), Esteban anyósa őt tartja felelősnek lánya haláláért.
Egy sor váratlan esemény után Esteban és Paz találkozik a negyedben, ahol a nő a családjával él. A köztük lévő kémia és nagy megértés elkerülhetetlenné teszi, hogy egymásba szeressenek.

## Szereplők
| Színész                              | Szereplő                        | Magyar hang        |
| ------------------------------------ | ------------------------------- | ------------------ |
| Claudia Martín                       | Paz Roble Ruiz                  | Kardos Eszter      |
| Daniel Elbittar                      | Esteban Villa de Cortés         | Crespo Rodrigo     |
| Altaír Jarabo                        | Ginebra Nicoliti                | Lamboni Anna       |
| Azela Robinson                       | Elvira Moncada                  | Kocsis Mariann     |
| Beatriz Moreno                       | Guadalupe "Lupita" Ruiz         | Zsurzs Kati        |
| Jesús Moré                           | Humberto Villa de Cortés        | Pásztor Tibor      |
| Juan Carlos Barreto                  | Porfirio Villa de Cortés        | Dézsy Szabó Gábor  |
| Isabella Tena Abril Tabayas (gyerek) | Gala Villa de Cortés Moncada    | Hegedűs Johanna    |
| Luz Ramos                            | Mireya Roble Ruiz               | Sipos Eszter Anna  |
| Tiago Correa                         | Mauro Nicoliti                  | Dévai Balázs       |
| Mía Fabri                            | Samara "Sam" Barral Nicoliti    | Schmidt Regina     |
| Nicola Porcella                      | Kenzo Figueroa                  | Magyar Bálint      |
| Hugo Catalán                         | Fermín Juárez                   | Hám Bertalan       |
| Raúl Coronado                        | Fobo Arredondo                  | Szabó Máté         |
| Liz Gallardo                         | Filipa Guerra Alvarado          | Nádasi Veronika    |
| Coco Máxima                          | Nandy Galdeano                  | Tarr Judit         |
| Mauricio Pimentel                    | Rubio                           | Törköly Levente    |
| Jaime Maqueo                         | Bosco Villa de Cortés Moncada   | Berecz Kristóf Uwe |
| Regina Villaverde                    | Gema                            | Engel-Iván Lili    |
| Emilio Caballero                     | Salomón "Salo" Roble Ruiz       | Kretz Boldizsár    |
| Santiago Emiliano                    | Pedro Pablo "Pepa" Roble Ruiz   | Tóth Márk          |
| Andrés Vázquez                       | Jerónimo "Jero" Figueroa Guerra | Ács Balázs         |
| Sebastián Guevara                    | Eder Villa de Cortés Moncada    | Szily András       |
| Mariano Soria                        | Monito                          | Gyetvai Martin     |

### Magyar változat
- Magyar szöveg: Hajós Szilárd, Czudel Bence, Bankó Marianna, Kiss Noémi Kinga
- Hangmérnök: Lang András
- Vágó: Győrösi Gabriella
- Gyártásvezető: Masoll Ildikó
- Szinkronrendező: Bárány Emese
- Produkciós vezető: Komlósi Gergő

A szinkront a Direct Dub Studios készítette.

## Évados áttekintés
| Évad | Évad | Epizódok száma | Eredeti sugárzás  | Eredeti sugárzás | Eredeti sugárzás | Magyar sugárzás   | Magyar sugárzás     | Magyar sugárzás |
| Évad | Évad | Epizódok száma | Évadpremier       | Évadfinálé       | Eredeti adó      | Évadpremier       | Évadfinálé          | Magyar adó      |
| ---- | ---- | -------------- | ----------------- | ---------------- | ---------------- | ----------------- | ------------------- | --------------- |
|      | 1.   | 95             | 2024. február 19. | 2024. június 28. |                  | 2025. április 23. | 2025. szeptember 8. | TV2             |